# Robert Starer
Robert Starer (Vienna, 8 gennaio 1924 – Kingston, 22 aprile 2001) è stato un compositore, pianista e docente austriaco naturalizzato statunitense.

## Biografia
Iniziò a studiare pianoforte all'età di 4 anni e continuò i suoi studi all'Accademia di Stato di Vienna. Dopo il plebiscito del 1938 in cui l'Austria votò per l'annessione alla Germania nazista, partì per la Palestina e studiò al Conservatorio di Gerusalemme con Josef Tal. Durante la seconda guerra mondiale prestò servizio nella Royal Air Force britannica e nel 1947 si stabilì negli Stati Uniti. Studiò composizione alla Juilliard School di New York con Frederick Jacobi, poi con Aaron Copland nel 1948 e conseguì un diploma post laurea presso la Juilliard nel 1949. Divenne cittadino statunitense nel 1957.
Robert Starer insegnò alla Juilliard School, al Brooklyn College e al Graduate Center della City University di New York. Era sposato, aveva un figlio, Daniel, e risiedette a Woodstock fino alla sua morte. Visse con la scrittrice Gail Godwin per circa trent'anni e insieme collaborarono a diversi libretti.
Starer è stato un prolifico compositore che affrontò diversi generi. La sua musica era caratterizzata da cromatismi e ritmi trascinanti. Le sue opere vocali, sia su testi inglesi che ebraici, furono particolarmente elogiate. Compose la colonna sonora per il balletto Phaedra di Martha Graham del 1962. Compose anche quattro opere, The Intruder (1956), Pantagleize (1967), The Last Lover (1975) e Apollonia (1979). I suoi concerti degni di nota sono il Concerto per violino composto per Itzhak Perlman e registrato dalla Boston Symphony Orchestra, diretta da Seiji Ozawa, e il suo Concerto per violoncello, commissionato da János Starker e registrato dalla Pro Arte Chamber Orchestra, diretta da Leon Botstein.
Uno dei pezzi più noti di Starer è Even and Odds per giovani pianisti. È anche noto per i suoi pezzi intitolati Sketches in Color, così come per il suo manuale di addestramento alla lettura a prima vista, Rhythmic Training. Morto il 22 aprile 2001 a Kingston, New York, è sepolto nell'Artists Cemetery, di Woodstock, Contea di Ulster nello Stato di New York.